# Rage (Band)/Diskografie
Diese Diskografie ist eine Übersicht über die musikalischen Werke der deutschen Power-Metal-Band Rage. 

## Alben

### Studioalben
| Jahr | Titel Musiklabel                       | Höchstplatzierung, Gesamtwochen, AuszeichnungChartplatzierungen (Jahr, Titel, Musiklabel, Platzierungen, Wochen, Auszeichnungen, Anmerkungen) | Höchstplatzierung, Gesamtwochen, AuszeichnungChartplatzierungen (Jahr, Titel, Musiklabel, Platzierungen, Wochen, Auszeichnungen, Anmerkungen) | Höchstplatzierung, Gesamtwochen, AuszeichnungChartplatzierungen (Jahr, Titel, Musiklabel, Platzierungen, Wochen, Auszeichnungen, Anmerkungen) | Anmerkungen                                                             |
| Jahr | Titel Musiklabel                       | DE | AT | CH | Anmerkungen                                                             |
| ---- | -------------------------------------- | --- | --- | --- | ----------------------------------------------------------------------- |
| 1985 | Prayers of Steel Wishbone Records      | — | — | — | Erstveröffentlichung: 1. Mai 1985 als Avenger                           |
| 1986 | Reign of Fear Noise Records            | — | — | — | Erstveröffentlichung: 12. Mai 1986                                      |
| 1987 | Execution Guaranteed Noise Records     | — | — | — | Erstveröffentlichung: 11. Mai 1987                                      |
| 1988 | Perfect Man Noise Records              | — | — | — | Erstveröffentlichung: 6. Juni 1988                                      |
| 1989 | Secrets in a Weird World Noise Records | — | — | — | Erstveröffentlichung: 25. August 1989                                   |
| 1990 | Reflections of a Shadow Noise Records  | — | — | — | Erstveröffentlichung: 4. Dezember 1990                                  |
| 1992 | Trapped! Noise Records                 | — | — | — | Erstveröffentlichung: 1. April 1992                                     |
| 1993 | The Missing Link Noise Records         | — | — | — | Erstveröffentlichung: 1. August 1993                                    |
| 1995 | Black in Mind Gun Records              | DE83 (4 Wo.)DE | — | — | Erstveröffentlichung: 22. Mai 1995                                      |
| 1996 | Lingua Mortis Gun Records              | — | — | — | Erstveröffentlichung: 15. April 1996 mit dem Prager Symphonieorchester  |
| 1996 | End of All Days Gun Records            | DE75 (4 Wo.)DE | — | — | Erstveröffentlichung: 9. September 1996                                 |
| 1998 | XIII Gun Records                       | DE21 (6 Wo.)DE | — | — | Erstveröffentlichung: 23. März 1998                                     |
| 1999 | Ghosts Gun Records                     | DE31 (2 Wo.)DE | — | — | Erstveröffentlichung: 4. Oktober 1999                                   |
| 2001 | Welcome to the Other Side Gun Records  | DE38 (2 Wo.)DE | — | — | Erstveröffentlichung: 26. Februar 2001                                  |
| 2002 | Unity SPV/Steamhammer                  | DE46 (2 Wo.)DE | — | — | Erstveröffentlichung: 13. Mai 2002                                      |
| 2003 | Soundchaser SPV/Steamhammer            | DE54 (1 Wo.)DE | — | — | Erstveröffentlichung: 7. Oktober 2003                                   |
| 2006 | Speak of the Dead Nuclear Blast        | DE58 (1 Wo.)DE | — | — | Erstveröffentlichung: 24. März 2006                                     |
| 2008 | Carved in Stone Nuclear Blast          | DE24 (2 Wo.)DE | AT63 (1 Wo.)AT | CH92 (1 Wo.)CH | Erstveröffentlichung: 22. Februar 2008                                  |
| 2010 | Strings to a Web Nuclear Blast         | DE27 (3 Wo.)DE | — | CH80 (1 Wo.)CH | Erstveröffentlichung: 5. Februar 2010                                   |
| 2012 | 21 Nuclear Blast                       | DE27 (2 Wo.)DE | AT62 (1 Wo.)AT | CH52 (1 Wo.)CH | Erstveröffentlichung: 24. Februar 2012                                  |
| 2013 | LMO Nuclear Blast                      | DE24 (3 Wo.)DE | — | CH43 (2 Wo.)CH | Erstveröffentlichung: 2. August 2013 Lingua Mortis Orchestra feat. Rage |
| 2016 | The Devil Strikes Again Nuclear Blast  | DE37 (1 Wo.)DE | — | CH47 (1 Wo.)CH | Erstveröffentlichung: 10. Juni 2016                                     |
| 2017 | Seasons of the Black Nuclear Blast     | DE25 (2 Wo.)DE | — | CH43 (1 Wo.)CH | Erstveröffentlichung: 28. Juli 2017                                     |
| 2020 | Wings of Rage Steamhammer              | DE23 (1 Wo.)DE | — | CH26 (1 Wo.)CH | Erstveröffentlichung: 10. Januar 2020                                   |
| 2021 | Resurrection Day Steamhammer           | DE14 (2 Wo.)DE | AT62 (1 Wo.)AT | CH38 (1 Wo.)CH | Erstveröffentlichung: 17. September 2021                                |
| 2024 | Afterlifelines Steamhammer             | DE14 (2 Wo.)DE | AT12 (1 Wo.)AT | CH18 (1 Wo.)CH | Erstveröffentlichung: 29. März 2024                                     |

### Livealben
| Jahr | Titel Musiklabel                         | Anmerkungen                                                                 |
| ---- | ---------------------------------------- | --------------------------------------------------------------------------- |
| 1994 | Power of Metal Noise Records             | Erstveröffentlichung: 21. Januar 1994 mit Gamma Ray, Conception und Helicon |
| 2004 | From the Cradle to the Stage Steamhammer | Erstveröffentlichung: 15. November 2004                                     |

### Kompilationen
| Jahr | Titel Musiklabel                            | Anmerkungen                            |
| ---- | ------------------------------------------- | -------------------------------------- |
| 1998 | The Best from the Noise Years Noise Records | Erstveröffentlichung: 24. Juni 1998    |
| 2001 | Best of All G.U.N. Years Gun Records        | Erstveröffentlichung: 22. Oktober 2001 |
| 2014 | The Soundchaser Archives Nuclear Blast      | Erstveröffentlichung: 23. Mai 2014     |

### EPs
| Jahr | Titel Musiklabel                   | Anmerkungen                              |
| ---- | ---------------------------------- | ---------------------------------------- |
| 1989 | Invisible Horizons Noise Records   | Erstveröffentlichung: 11. August 1989    |
| 1991 | Extended Power Noise Records       | Erstveröffentlichung: 15. April 1991     |
| 1992 | Beyond the Wall Noise Records      | Erstveröffentlichung: 26. Oktober 1992   |
| 1993 | The Missing Link Noise Records     | Erstveröffentlichung: Juli 1993          |
| 1994 | Refuge Victor Records              | Erstveröffentlichung: 24. März 1994      |
| 1996 | Higher Than the Sky Victor Records | Erstveröffentlichung: 23. Oktober 1996   |
| 1998 | In Vain Gun Records                | Erstveröffentlichung: 29. Juni 1998      |
| 2009 | Gib dich nie auf Nuclear Blast     | Erstveröffentlichung: 16. Januar 2009    |
| 2016 | My Way Nuclear Blast               | Erstveröffentlichung: 22. Januar 2016    |
| 2022 | Spreading the Plague Steamhammer   | Erstveröffentlichung: 29. September 2022 |

## Singles
- 1988: Round Trip / Across the Universe a
- 1990: Bathory / Tankard / Rage b
- 1995: The Crawling Chaos
- 1998: From the Cradle to the Grave
- 2006: Full Moon
- 2010: Into the Light / Purified
- 2016: The Devil Strikes Again / Second to None c
- 2017: Blackened Karma
- 2019: Let Them Rest in Peace
- 2019: True
- 2019: Chasing the Twilight Zone
- 2020: The Price of War 2.0
- 2021: Virginity
- 2021: Monetary Gods
- 2024: Under A Black Crown
- 2024: Cold Desire

## Videografie

### Videoalben
| Jahr | Titel Musiklabel                          | Anmerkungen                                                                 |
| ---- | ----------------------------------------- | --------------------------------------------------------------------------- |
| 1994 | Power of Metal Noise Records              | Erstveröffentlichung: 21. Januar 1994 mit Gamma Ray, Conception und Helicon |
| 1994 | The Video Link Modern Video               | Erstveröffentlichung: 21. Januar 1994 2003 auf DVD wiederveröffentlicht     |
| 2001 | Metal Meets Classic Gun Records           | Erstveröffentlichung: 19. November 2001                                     |
| 2004 | From the Cradle to the Stage Steamhammer  | Erstveröffentlichung: 15. November 2004                                     |
| 2007 | Full Moon in St. Petersburg Nuclear Blast | Erstveröffentlichung: 23. Februar 2007                                      |

### Musikvideos
- 1987: Down by Law
- 1988: Don’t Fear the Winter
- 1989: Invisible Horizons
- 1990: True Face in Everyone
- 1990: Waiting for the Moon
- 1993: Refuge
- 1995: Alive but Dead
- 1996: Lingua Mortis
- 1996: Deep in the Blackest Hole
- 1998: From the Cradle to the Grave
- 2002: Down
- 2005: Straight to Hell
- 2006: No Fear
- 2008: Lord of the Flies
- 2008: Open My Grave
- 2009: Never Give Up
- 2012: Twenty One
- 2013: Cleansed by Fire
- 2016: My Way
- 2016: The Devil Strikes Again
- 2017: Blackened Karma
- 2017: Seasons of the Black
- 2019: Let Them Rest in Peace
- 2019: True

## Boxsets
| Jahr | Titel Musiklabel                      | Anmerkungen                             |
| ---- | ------------------------------------- | --------------------------------------- |
| 2002 | The Lingua Mortis Trilogy Gun Records | Erstveröffentlichung: 7. Oktober 2002   |
| 2015 | The Refuge Years Soulfood             | Erstveröffentlichung: 11. Dezember 2015 |
| 2017 | The Early Years Dr. Bones             | Erstveröffentlichung: 30. Juni 2017     |
| 2019 | The Metal Years Dr. Bones             | Erstveröffentlichung: 26. April 2019    |
| 2019 | The Classic Years Dr. Bones           | Erstveröffentlichung: 5. Juli 2019      |

## Statistik

### Chartauswertung
|                     | DE     | AT    | CH    |
| ------------------- | ------ | ----- | ----- |
| Nummer-eins-Alben   | DE—DE  | AT—AT | CH—CH |
| Top-10-Alben        | DE—DE  | AT—AT | CH—CH |
| Alben in den Charts | DE17DE | AT4AT | CH9CH |